# Морисвил (Северна Каролина)
Морисвил (енгл. Morrisville) град је у америчкој савезној држави Северна Каролина.

## Демографија
По попису из 2010. године број становника је 18.576, што је 13.368 (256,7%) становника више него 2000. године.
| Група             | 2000.         | 2010.         |
| Белци             | 3.883 (74,6%) | 9.417 (50,7%) |
| Афроамериканци    | 573 (11,0%)   | 2.402 (12,9%) |
| Азијати           | 472 (9,1%)    | 5.058 (27,2%) |
| Хиспаноамериканци | 170 (3,3%)    | 1.092 (5,9%)  |
| Укупно            | 5.208         | 18.576        |